# Danmarks Traktormuseum
Danmarks Traktormuseum – tidligere Lolland-Falsters Traktor- og Motormuseum – er et traktor- og motormuseum i Eskilstrup på Falster, ejet af Guldborgsund Kommune og indrettet i Pajbjergfondens tidligere frørenseri og pakhusbygning fra 1918.
Efter at bygningen havde stået ubenyttet i nogle år overtog den tidligere Nørre Alslev Kommune bygningen i 1981 og i 1986 rykkede Traktor- og Motormuseet ind, og det nye museum blev officielt indviet 12. maj 1988. Fra starten var grundstammen i udstillingen brødrene Bent og Knud Nielsens samling på 38 traktorer og en samling motorer. Denne samling er siden udvidet voldsomt og det samlede udstillingsareal omfatter omkring 2.000m² fordelt med fire etager i den gamle pakhusbygning samt en nærliggende værkstedsbygning.
I dag råder Danmarks Traktormuseum over fem omfattende samlinger
- En traktorsamling med godt 200 traktorer, der strækker sig næsten tilbage til traktorens opfindelse og frem til omkring 1970.

- – med større samlinger af Bukh, Bolinder-Munktell, Volvo, International og Ferguson samt flere enkeltstående sjældenheder

- En motorsamling med op mod 100 hovedsageligt stationære motorer, deriblandt mange danske.

- – specielt kan fremhæves samlingen af Bukh motorer, en Holeby motor fra 1898 og en International fra 1925

- Omfattende bogsamling bestående af instruktions- og reparations-bøger samt reservedelskataloger.
- Redskabssamling bestående af redskaber, der har været anvendt i landbruget samt motoriserede havebrugsmaskiner.
- Sigvardt samling – Rasmus Sigvardt fra Orehoved på Falster var producent af motorer og motoriserede mark- og frugtplantagesprøjter.

Udover de traktorer, der kan ses på museets udstillinger, findes omkring 85 traktorer opmagasineret hos tre forskellige landmænd.
Museet arrangerer en årlig specialudstilling og i 2012 var temaeet "Sjældne traktorer samt traktorens udvikling". I 2011 var temaet ligeledes lagt på "Sjældne traktorer" med udstilling af nogle af museets klenodier, og i 2010 var temaet "Svenske traktorer" med eksempler fra museets samling suppleret af traktorer lånt fra en svensk samler.